# Ravlundabro

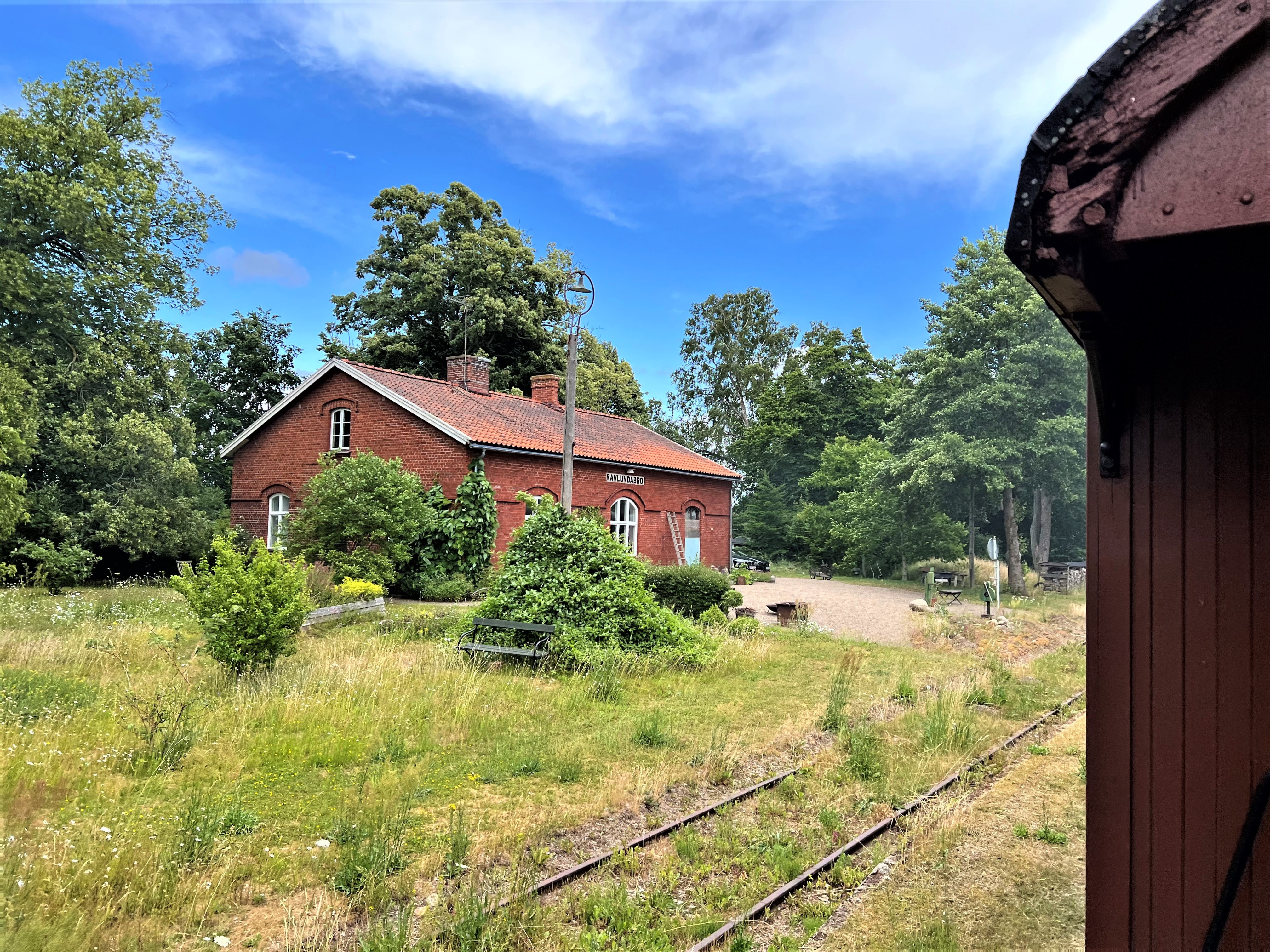
Ravlundabro station

Ravlundabro är en linjeplats (förut kallat lastplats), tidigare station på järnvägen Ystad-Brösarps Järnväg som ligger i Ravlunda. 
Man gjorde om Ravlundabro  från station till håll- och lastplats 1955 och enbart hållplats 1967 och då reducerades personalens rang från Stationsföreståndare till en (kvinnlig) platsvakt och SJ sparade pengar på de indragna tjänsterna. Bredvid den gamla stationen ligger Ravlunda Bränneri. Både stationen och bränneriet är väl bevarade. Namnet Ravlundabro kommer inte av att det finns en bro utan av att man inte skulle förväxla stationen med Rävlanda på Göteborg-Borås Järnväg. I Ravlundabro finns fortfarande en plankorsning med handvevade bommar som sköts av en vägvakt. Stationen öppnades för bruk 18 september 1901 och lades ner för ordinarie trafik 31 december 1971. På sommaren samma år började Skånska Järnvägar, SkJ köra Museitrafik.  Man kan fortfarande åka till och från hållplatsen/linjeplatsen Ravlundabro med museitåg. Idag finns en så kallad plåtstins vid plattformen.